# Championnat d'Allemagne féminin de football 2007-2008
Navigation
Édition précédente Édition suivante
La Frauen-Bundesliga 2007-2008 est la 35e édition du championnat d'Allemagne féminin de football.
Le premier niveau du championnat féminin oppose douze clubs allemands en une série de vingt-deux rencontres jouées durant la saison de football. La compétition débute le 19 août 2007 et s'achève le 15 juin 2008.
La première place du championnat est qualificative pour la Coupe féminine de l'UEFA alors que les deux dernières places sont synonymes de relégation en 2. Frauen-Bundesliga.
Lors de l'exercice précédent, le FC Sarrebruck et le SG Wattenscheid ont gagné le droit d'évoluer dans cette compétition après avoir fini premiers de leurs groupes respectifs de 2. Frauen-Bundesliga.
Le FFC Francfort, champion en 2007, est quant à lui, le représentant allemand en Coupe féminine de l'UEFA 2007-2008.
À l'issue de la saison, le FFC Francfort décroche le septième titre de champion d'Allemagne de son histoire. Dans le bas du classement, le FC Sarrebruck et le SG Wattenscheid, sont relégués.
| \| SC Bad Neuenahr Bayern Munich TSV Crailsheim I 0FCR Duisbourg SG Essen-Schönebeck FFC Francfort SC Fribourg Hambourg SV I 0FC Sarrebruck FFC Turbine Potsdam SG Wattenscheid VfL Wolfsbourg \| Localisation des clubs engagés dans le championnat. |
| SC Bad Neuenahr Bayern Munich TSV Crailsheim I 0FCR Duisbourg SG Essen-Schönebeck FFC Francfort SC Fribourg Hambourg SV I 0FC Sarrebruck FFC Turbine Potsdam SG Wattenscheid VfL Wolfsbourg                                                           |

## Participants
Ce tableau présente les douze équipes qualifiées pour disputer le championnat 2007-2008. On y trouve le nom des clubs, la date de création du club, l'année de la dernière montée au sein de l'élite, leur classement de la saison précédente, le nom des stades ainsi que la capacité de ces derniers.
Légende des couleurs
- Qualifié pour le second tour de la Coupe féminine de l'UEFA 2007-2008.
- Promu de 2. Frauen-Bundesliga.

| Nom du club         | Date de création | Dernière montée | Cls 2007 | Stade                      | Capacité | Nb T. |
| ------------------- | ---------------- | --------------- | -------- | -------------------------- | -------- | ----- |
| FFC Francfort       | 1973             | 1990            | 1        | Stadion am Brentanobad     | 5 200    | 6     |
| FCR Duisbourg       | 1977             | 1993            | 2        | PCC-Stadion                | 3 000    | 1     |
| FFC Turbine Potsdam | 1971             | 1994            | 3        | Karl-Liebknecht-Stadion    | 10 499   | 2     |
| Bayern Munich       | 1970             | 2000            | 4        | Sportpark Aschheim         | 3 000    | 1     |
| SC Bad Neuenahr     | 1907             | 1997            | 5        | Apollinarisstadion         | 4 580    | 1     |
| SG Essen-Schönebeck | 2000             | 2004            | 6        | Stadion Essen              | 20 650   | /     |
| TSV Crailsheim      | 1971             | 2006            | 7        | Schönebürgstadion          | 5 500    | /     |
| VfL Wolfsbourg      | 1973             | 2006            | 8        | VfL-Stadion am Elsterweg   | 17 600   | /     |
| Hambourg SV         | 1970             | 2003            | 9        | Wolfgang-Meyer-Sportanlage | 2 018    | /     |
| SC Fribourg         | 1975             | 2001            | 10       | Möslestadion               | 18 000   | /     |
| FC Sarrebruck       | 1990             | 2007            | 2.FB     | Stadion Kieselhumes        | 6 000    | /     |
| SG Wattenscheid     | 1973             | 2007            | 2.FB     | Lohrheidestadion           | 16 233   | /     |

## Compétition

### Classement
Le classement est calculé avec le barème de points suivant : une victoire vaut trois points, le match nul un et la défaite zéro.
Les critères utilisés pour départager en cas d'égalité au classement sont les suivants :
1. différence entre les buts marqués et les buts concédés sur la totalité des matchs joués dans le championnat ;
2. plus grand nombre de buts marqués sur la totalité des matchs joués dans le championnat.

| Rang | Équipe              | Pts | J  | G  | N | P  | Bp | Bc | Diff |
| ---- | ------------------- | --- | -- | -- | - | -- | -- | -- | ---- |
| 1    | FFC Francfort T C   | 54  | 22 | 17 | 3 | 2  | 87 | 22 | +65  |
| 2    | FCR Duisbourg       | 53  | 22 | 17 | 2 | 3  | 65 | 20 | +45  |
| 3    | FFC Turbine Potsdam | 38  | 22 | 11 | 5 | 6  | 48 | 32 | +16  |
| 4    | Bayern Munich       | 38  | 22 | 12 | 2 | 8  | 53 | 38 | +15  |
| 5    | SC Bad Neuenahr     | 37  | 22 | 12 | 1 | 9  | 43 | 33 | +10  |
| 6    | VfL Wolfsbourg      | 34  | 22 | 10 | 4 | 8  | 42 | 48 | -6   |
| 7    | SG Essen-Schönebeck | 33  | 22 | 9  | 6 | 7  | 43 | 40 | +3   |
| 8    | SC Fribourg         | 21  | 22 | 6  | 3 | 13 | 30 | 63 | -33  |
| 9    | TSV Crailsheim      | 19  | 22 | 5  | 4 | 13 | 28 | 43 | -15  |
| 10   | Hambourg SV         | 18  | 22 | 4  | 6 | 12 | 23 | 46 | -23  |
| 11   | FC Sarrebruck P     | 18  | 22 | 4  | 6 | 12 | 26 | 51 | -25  |
| 12   | SG Wattenscheid P   | 11  | 22 | 3  | 2 | 17 | 17 | 69 | -52  |

| Légende : | Légende : |
| --------- | --- |
|           | Qualifié pour la Coupe féminine de l'UEFA 2008-2009 (Seconde phase de groupes). |
|           | Relégué en 2. Frauen-Bundesliga. |
|           | T Tenant du titre. P Promu de 2. Frauen-Bundesliga. C Vainqueur de la DFB-Pokal Frauen 2007-2008. Pts points ; G victoires ; N match nuls ; P défaites Bp buts marqués ; Bc buts encaissés ; Diff différence de buts |

### Résultats
| Résultats (▼dom., ►ext.)                                   | Bad | ByM | Cra | Dui | Ess | Fra | Fri | Ham | Sar | Tur | Wat | Wol |
| SC Bad Neuenahr                                            |     | 1-3 | 2-1 | 0-3 | 4-0 | 1-4 | 4-3 | 2-1 | 5-1 | 2-1 | 7-0 | 3-0 |
| Bayern Munich                                              | 2-0 |     | 3-2 | 0-2 | 3-3 | 3-2 | 2-4 | 0-0 | 2-2 | 7-2 | 3-1 | 1-3 |
| TSV Crailsheim                                             | 0-2 | 0-1 |     | 0-2 | 2-4 | 1-2 | 0-1 | 0-0 | 2-2 | 1-0 | 4-2 | 1-4 |
| FCR Duisbourg                                              | 1-0 | 2-1 | 7-1 |     | 1-4 | 1-1 | 8-1 | 4-0 | 3-0 | 0-1 | 3-0 | 9-1 |
| SG Essen-Schönebeck                                        | 0-0 | 3-2 | 2-0 | 2-3 |     | 1-7 | 1-2 | 1-1 | 3-0 | 1-1 | 6-0 | 0-1 |
| FFC Francfort                                              | 0-1 | 5-2 | 3-1 | 4-0 | 5-1 |     | 8-0 | 6-1 | 2-1 | 4-0 | 4-0 | 6-0 |
| SC Fribourg                                                | 1-4 | 0-6 | 0-1 | 0-3 | 0-3 | 2-6 |     | 3-0 | 1-1 | 1-6 | 6-1 | 0-2 |
| Hambourg SV                                                | 1-0 | 1-2 | 0-4 | 0-1 | 2-3 | 1-5 | 3-1 |     | 1-1 | 2-2 | 1-0 | 1-2 |
| FC Sarrebruck                                              | 1-2 | 0-1 | 2-2 | 0-5 | 2-2 | 2-4 | 0-2 | 3-1 |     | 0-2 | 2-1 | 2-1 |
| FFC Turbine Potsdam                                        | 2-0 | 1-2 | 2-1 | 1-2 | 3-0 | 1-1 | 1-1 | 2-2 | 4-0 |     | 3-1 | 3-2 |
| SG Wattenscheid                                            | 1-2 | 2-1 | 1-3 | 1-3 | 0-2 | 1-7 | 0-0 | 1-0 | 2-2 | 0-5 |     | 2-4 |
| VfL Wolfsbourg                                             | 4-1 | 3-1 | 1-1 | 2-2 | 1-1 | 1-1 | 4-3 | 3-1 | 1-3 | 2-5 | 0-1 |     |
| - Victoire à domicile - Match nul - Victoire à l'extérieur |     |     |     |     |     |     |     |     |     |     |     |     |

## Bilan de la saison
| Championnat d'Allemagne féminin de football 2007-2008 |                          |
| Champion                                              | FFC Francfort (7e titre) |
| Dauphin                                               | FCR Duisbourg            |
| Coupes et trophées                                    |                          |
| Vainqueur DFB-Pokal Frauen 2007-2008                  | FFC Francfort            |
| Qualifications continentales                          |                          |
| Coupe féminine de l'UEFA 2008-2009                    | FFC Francfort            |
| Coupe féminine de l'UEFA 2008-2009                    | FCR Duisbourg            |
| Promotions et relégations                             |                          |
| Promus en Frauen-Bundesliga                           | HSV Borussia Friedenstal |
| Promus en Frauen-Bundesliga                           | FF USV Iéna              |
| Relégués en 2. Frauen-Bundesliga                      | FC Sarrebruck            |
| Relégués en 2. Frauen-Bundesliga                      | SG Wattenscheid          |

## Statistiques
| Cls | Joueuse            | Club                | Buts |
| --- | ------------------ | ------------------- | ---- |
| 1   | Inka Grings        | FCR Duisbourg       | 26   |
| 2   | Birgit Prinz       | FFC Francfort       | 25   |
| 3   | Conny Pohlers      | FFC Francfort       | 20   |
| 4   | Shelley Thompson   | VfL Wolfsbourg      | 16   |
| 5   | Nina Aigner        | Bayern Munich       | 15   |
| 5   | Martina Müller     | VfL Wolfsbourg      | 15   |
| 7   | Petra Wimbersky    | FFC Francfort       | 14   |
| 8   | Kerstin Garefrekes | FFC Francfort       | 13   |
| 8   | Jessica Wich       | FFC Turbine Potsdam | 13   |
| 10  | Melanie Hoffmann   | SG Essen-Schönebeck | 10   |
| 10  | Stefanie Weichelt  | SG Essen-Schönebeck | 10   |